# 性癖
性癖（せいへき）とは、人間の心理・行動上に現出する癖や偏り、傾向、性格、性向のことである。

## 概要
その人のパーソナリティに根ざし、生活スタイルを方向づけるような行動傾向を指して用いられるのが本来の用法である。
物を片っ端から収集する収集癖や、何事にも完璧を求める完全癖など、方向性や程度によっては、世のため人のためになる性癖もあるが、見え透いた嘘を繰り返す虚言癖や、自分の裸体や性行為を人に見せたがる露出癖、悪いと分かっていながら盗みを繰り返す窃盗癖や、火付けがやめられない放火癖など、病的なものや反社会的なものを指して性癖の語を用いることが多い。また正義漢、お調子者、皮肉屋、ケチなどといった人間の類型も、特徴的な性癖によるラベリングの産物である。

### 誤用
上記のように、性癖の「性」は、人の性格、性向、性質を指し、性的（セクシャル）な意味はない。しかし、近年は誤って性交の意ととらえ、性行動に関係する癖（性的魅力や性的興奮）、もしくは性的倒錯やフェティシズム、キンクの意で用いたり、本来は性的、性愛、性欲と表記すべきところに性癖の語を使う誤用が見られるようになった。